# ウイラ県
ウイラ県（スペイン語: Departamento del Huila、スペイン語発音: [ˈwila]）は、コロンビア南西部の県。県都はネイバである。

## 地理
県南部のコロンビア山塊からオリエンタル山脈が起こる。国内で二番目に標高の高いネバド・デル・ウイラも県内にある。
コロンビア最長の河川であるマグダレナ川（ユマ川）は、ウイラ県に源を発する。県内のほとんどの主要都市がこの川沿いにある。マグダレナ川に建設されたダムにベタニアダムがあるが、さらに大規模なエルキンボダムが2015年の完成を目指し建設中である。

## 武力衝突
2011年の時点で、ウイラ県は麻薬組織とコロンビア政府軍の内戦の影響をもっとも受けている。県内はゲリラ組織、コロンビア革命軍の根拠地のひとつとみられている。

## 経済
20世紀を通じてコーヒー豆の一大生産地であったが、2010年代にはコーヒー豆の国際価格が下落して生産農家の多くが破綻状態に陥った。

## 隣接する県
- クンディナマルカ県
- ボゴタ（首都地区）
- メタ県
- カケタ県
- カウカ県
- トリマ県

## 下位行政区
この県は下記の4地域と37市（ムニシピオ）からなる。
北部
1. アイペ市 (Aipe)
2. アルヘシラス市 (Algeciras)
3. バラージャ市 (Baraya)
4. カンポアレグレ市 (Campoalegre)
5. コロンビア市 (Colombia)
6. オボ市 (Hobo)
7. イキラ市 (Íquira)
8. ネイバ市 (Neiva) - 主都
9. パレルモ市 (Palermo)
10. リベラ市 (Rivera)
11. サンタ・マリア市 (Santa María)
12. テージョ市 (Tello)
13. テルエル市 (Teruel)
14. ビジャビエハ市 (Villavieja)
15. ヤグアラ市 (Yaguará)

中部
1. アルタミラ市 (Altamira)
2. アグラード市 (Agrado)
3. ガルソン市 (Garzón) - 主都
4. ヒガンテ市 (Gigante)
5. ピタル市 (Pital)
6. グアダルーペ市 (Guadalupe)
7. タルキ市 (Tarqui)
8. スアサ市 (Suaza)

西部
1. ラ・アルヘンティーナ市 (La Argentina)
2. ラ・プラタ市 (La Plata) - 主都
3. ナタガ市 (Nátaga)
4. パイコル市 (Paicol)
5. テサリア市 (Tesalia)

南部
1. アセベード市 (Acevedo)
2. エリアス市 (Elías)
3. イスノス市 (Isnos)
4. オポラパ市 (Oporapa)
5. パレスティナ市 (Palestina)
6. ピタリト市 (Pitalito) - 主都
7. サラドブランコ市 (Saladoblanco)
8. サン・アグスティン市 (San Agustín)
9. ティマナ市 (Timana)

北部
中部
西部
南部